# بوچیه (پریبوی)
بوچیه (به صربی: Bučje) یک روستا در صربستان است که در پریبوی واقع شده‌است. بوچیه ۱۸۶ نفر جمعیت دارد.